# FK 루다르 프리예도르
FK 루다르 프리예도르(Fudbalski klub "Rudar-Prijedor" Prijedor, Фудбалски клуб "Pудаp-Пpиjeдop" Пpиjeдop)는 프리예도르를 연고로 하는 보스니아 헤르체고비나의 축구 클럽이다. 현재 2부 리그인 스릅스카 공화국 1부 리그에 참가하고 있다.

## 성적
- 스릅스카 공화국 1부 리그 우승 2회 (2008-09, 2014-15)